# 褪色红山茶
褪色红山茶（学名：Camellia albescens）为山茶科山茶属的植物。分布于中国大陆的云南等地，生长于海拔1,900米的地区，一般生长在山地，目前尚未由人工引种栽培。